# Aga Khan III
Mohammad Aga Khan III (1875-1957) fou el cap (48è imam) de la secta dels ismaïlites. Va néixer a Bombai i va rebre una educació europea.
Va defensar la participació dels musulmans en la direcció política de l'Índia. Durant la I Guerra Mundial fou favorable als aliats i va encoratjar als musulmans a ser fidels fins i tot lluitant contra els otomans. Al final de la guerra va defensar una Turquia independent i forta.
Com a cap dels creients ismaïlites (que ho fou des de 1885) rebia cada any de la comunitat el seu pes en or el que el convertia en un home molt ric. Es va casar diverses vegades sempre amb dones europees i va rebre molts honors dels països occidentals. El 1922 va obrir una quadra de cavalls de carrera mundialment famosa. El 1923 fou president de la Societat de Nacions. En la II Guerra Mundial va restar a Suïssa tot el temps del conflicte i posteriorment s'hi va quedar, fins a la seva mort. Les seves restes foren portades a Egipte a un mausoleu fabulós.
Als darrers anys va escriure India in Transition (1948) i les seves memòries (1954).